# 기시다 유키노리
기시다 유키노리(일본어: 岸田 行倫, 1996년 10월 10일 ~ )는 일본의 프로 야구 선수이며, 현재 센트럴 리그인 요미우리 자이언츠의 소속 선수(포수)이다. 효고현 가와니시시 출신이다.

## 상세 정보

### 출신 학교
- 호토쿠가쿠엔 고등학교

### 선수 경력
- 오사카 가스
- 요미우리 자이언츠(2018년 ~ )

### 개인 기록
- 첫 출장·첫 타석 : 2019년 8월 3일, 대 요코하마 DeNA 베이스타스 15차전(요코하마 스타디움), 5회초에 고바야시 세이지의 대타로 출장, 이시다 겐타로부터 헛스윙 삼진
- 첫 선발 출장 : 2019년 8월 4일, 대 요코하마 DeNA 베이스타스 16차전(요코하마 스타디움), 8번·포수로 선발 출장
- 첫 안타·첫 타점 : 2020년 6월 27일, 대 도쿄 야쿠르트 스왈로스 2차전(메이지 진구 야구장), 9회초에 구와하라 다쿠야의 대타로 출장, 하세가와 히로키로부터 좌월 적시타
- 첫 홈런 : 2020년 10월 31일, 대 도쿄 야쿠르트 스왈로스 21차전(도쿄 돔), 6회말에 하세가와 히로키로부터 좌중월 솔로 홈런

### 등번호
- 38(2018년 ~ 2021년)
- 27(2022년 ~ )

### 연도별 타격 성적
| 연 도      | 소 속      | 경 기 | 타 석 | 타 수 | 득 점 | 안 타 | 2 루 타 | 3 루 타 | 홈 런 | 루 타 | 타 점 | 도 루 | 도 루 자 | 희 생 번 | 희 생 플 | 볼 넷 | 고 4 | 사 구 | 삼 진 | 병 살 타 | 타 율 | 출 루 율 | 장 타 율 | O P S |
| ---------- | ---------- | ----- | ----- | ----- | ----- | ----- | ------- | ------- | ----- | ----- | ----- | ----- | -------- | -------- | -------- | ----- | ---- | ----- | ----- | -------- | ----- | -------- | -------- | ----- |
| 2019년     | 요미우리   | 4     | 7     | 7     | 0     | 0     | 0       | 0       | 0     | 0     | 0     | 0     | 0        | 0        | 0        | 0     | 0    | 0     | 2     | 0        | .000  | .000     | .000     | .000  |
| 2020년     | 요미우리   | 34    | 48    | 43    | 2     | 13    | 3       | 0       | 1     | 19    | 5     | 0     | 0        | 1        | 1        | 3     | 0    | 0     | 16    | 4        | .302  | .340     | .442     | .782  |
| 2021년     | 요미우리   | 27    | 24    | 22    | 1     | 4     | 0       | 1       | 0     | 6     | 2     | 0     | 0        | 0        | 0        | 2     | 0    | 0     | 8     | 0        | .182  | .250     | .273     | .523  |
| 2022년     | 요미우리   | 25    | 38    | 35    | 1     | 9     | 0       | 0       | 0     | 9     | 1     | 0     | 0        | 0        | 0        | 2     | 0    | 1     | 6     | 0        | .257  | .316     | .257     | .573  |
| 2023년     | 요미우리   | 46    | 72    | 68    | 5     | 17    | 2       | 0       | 2     | 25    | 3     | 0     | 0        | 1        | 0        | 2     | 0    | 1     | 12    | 4        | .250  | .282     | .368     | .649  |
| 통산 : 5년 | 통산 : 5년 | 136   | 189   | 175   | 9     | 43    | 5       | 1       | 3     | 59    | 11    | 0     | 0        | 2        | 1        | 9     | 0    | 2     | 44    | 8        | .246  | .289     | .337     | .626  |

- 2023년 시즌 종료 기준.

### 연도별 수비 성적
| 연도 | 소속     | 포수  | 포수  | 포수  | 포수  | 포수  | 포수     | 포수  | 포수      | 포수      | 포수     | 포수     |
| 연도 | 소속     | 경 기 | 척 살 | 보 살 | 실 책 | 병 살 | 수 비 율 | 포 일 | 도루 시도 | 도루 허용 | 도 루 자 | 저 지 율 |
| ---- | -------- | ----- | ----- | ----- | ----- | ----- | -------- | ----- | --------- | --------- | -------- | -------- |
| 2019 | 요미우리 | 4     | 18    | 1     | 0     | 0     | 1.000    | 1     | 1         | 0         | 1        | 1.000    |
| 2020 | 요미우리 | 29    | 90    | 9     | 0     | 3     | 1.000    | 2     | 7         | 4         | 3        | .429     |
| 2021 | 요미우리 | 22    | 68    | 5     | 0     | 1     | 1.000    | 1     | 3         | 1         | 2        | .667     |
| 2022 | 요미우리 | 20    | 67    | 4     | 2     | 0     | .973     | 0     | 5         | 2         | 3        | .600     |
| 통산 | 통산     | 75    | 243   | 19    | 2     | 4     | .992     | 4     | 16        | 7         | 9        | .563     |

- 2022년 시즌 종료 기준.

### 주해
1. ↑  도루 시도, 도루 허용, 도루자, 저지율에 대해서는 참고 문헌 참조
2. ↑  도루 시도, 도루 허용, 도루자, 저지율에 대해서는 참고 문헌 참조

### 출전
1. ↑  “巨人 - 契約更改 - プロ野球”. 닛칸 스포츠. 2023년 11월 29일에 확인함.

## 참고 문헌
- 베이스볼 매거진사, 편집. (2021). 《ベースボール・レコード・ブック》 [베이스볼 레코드 북]. 2022日本プロ野球記録年鑑. 베이스볼 매거진사. ISBN 978-4-583-11429-3. 52페이지 참조.
- 베이스볼 매거진사, 편집. (2022). 《ベースボール・レコード・ブック》 [베이스볼 레코드 북]. 2023日本プロ野球記録年鑑. 베이스볼 매거진사. ISBN 978-4-583-11546-7. 296페이지 참조.